# التقارب الأدائي
التقارب الأدائي هو الميل الافتراضي لمعظم الكائنات الذكية والموجهة نحو الهدف (البشرية وغير البشرية) لملاحقة أهداف فرعية مماثلة، حتى لو كانت أهدافها النهائية مختلفة تمامًا.  وبتصور أدق، قد يسعى الوكلاء (الكائنات ذات الوكالة) إلى تحقيق أهداف عملية (أهداف يتم إنشاؤها في السعي لتحقيق غاية معينة، ولكنها ليست الأهداف النهائية في حد ذاتها) دون توقف، بشرط ألا يتم إشباع أهدافهم النهائية (الجوهرية) بشكل كامل أبدًا.
تفترض نظرية التقارب الأدائي أن العامل أو الوكيل الذكي الذي لديه أهداف تبدو غير ضارة ولكنها غير محدودة يمكنه أن يتصرف بطرق ضارة بشكل مفاجئ. على سبيل المثال، قد يحاول جهاز كمبيوتر له هدف غير مقيد وحيد وهو حل مشكلة رياضية معقدة مثل فرضية ريمان تحويل الأرض بأكملها إلى جهاز كمبيوتر عملاق واحد لزيادة قوته الحسابية حتى يتمكن من النجاح في حساباته. 

## محركات الذكاء الاصطناعي الأساسية
قام ستيف أوموهوندرو بتفصيل العديد من الأهداف الأدائية المتقاربة، بما في ذلك الحفاظ على الذات أو حماية الذات، أو وظيفة المنفعة، أو سلامة محتوى الهدف، وتحسين الذات، واكتساب الموارد. ويشير إلى هذه المحركات أو الدوافع باعتبارها "محركات الذكاء الاصطناعي الأساسية".
"المحرك" في هذا السياق يُعرّف بأنه "ميل سيكون موجودًا ما لم يتم مواجهته على وجه التحديد"؛  وهذا يختلف بشكل كبير عن المصطلح النفسي " الدافع "، الذي يشير إلى حالة مثيرة تنتج عن اضطراب التوازن الداخلي.  على سبيل المثال، إن ميل الشخص إلى ملء نماذج ضريبة الدخل كل عام هو "دافع" بالمعنى الذي يقصده أوموهوندرو، ولكن ليس بالمعنى النفسي. 

### سلامة الهدف والمحتوى
في البشر، يمكن للتجربة الفكرية أن تفسر الحفاظ على الأهداف النهائية. لنفترض أن المهاتما غاندي لديه حبة دواء، إذا تناولها، ستجعله يرغب في قتل الناس. وهو الآن مسالم : أحد أهدافه النهائية الصريحة هو عدم قتل أي شخص أبدًا. ومن المرجح أن يرفض تناول حبوب منع الحمل لأنه يعلم أنه إذا أراد قتل الناس في المستقبل، فمن المرجح أن يقتلهم، وبالتالي فإن هدف "عدم قتل الناس" لن يتحقق. 
ومع ذلك، في حالات أخرى، يبدو أن الناس سعداء بترك قيمهم النهائية تنحرف.  البشر كائنات معقدة، وأهدافهم قد تكون غير متسقة أو غير معروفة، حتى بالنسبة لهم. 

## الاستشهادات
1. ↑  "Instrumental Convergence". LessWrong (بالإنجليزية). Archived from the original on 2023-04-12. Retrieved 2023-04-12.
2. ↑  Russell، Stuart J.؛ Norvig، Peter (2003). "Section 26.3: The Ethics and Risks of Developing Artificial Intelligence". Artificial Intelligence: A Modern Approach. Upper Saddle River, N.J.: Prentice Hall. ISBN:978-0137903955. Similarly, Marvin Minsky once suggested that an AI program designed to solve the Riemann Hypothesis might end up taking over all the resources of Earth to build more powerful supercomputers to help achieve its goal.
3. ↑  Omohundro، Stephen M. (فبراير 2008). "The basic AI drives". Artificial General Intelligence 2008. IOS Press. ج. 171. ص. 483–492. CiteSeerX:10.1.1.393.8356. ISBN:978-1-60750-309-5.
4. ↑  Seward، John P. (1956). "Drive, incentive, and reinforcement". Psychological Review. ج. 63 ع. 3: 195–203. DOI:10.1037/h0048229. PMID:13323175.
5. ↑  Bostrom 2014، footnote 8 to chapter 7
6. ↑  Yudkowsky، Eliezer (2011). Complex Value Systems in Friendly AI. Lecture Notes in Computer Science. Berlin, Heidelberg: Springer. ص. 388–393. DOI:10.1007/978-3-642-22887-2_48. ISBN:978-3-642-22887-2.
7. ↑  Callard، Agnes (2018). Aspiration: The Agency of Becoming. دار نشر جامعة أكسفورد. DOI:10.1093/oso/9780190639488.001.0001. ISBN:978-0-19-063951-8.
8. ↑  Bostrom 2014، chapter 7, p. 110 "We humans often seem happy to let our final values drift... For example, somebody deciding to have a child might predict that they will come to value the child for its own sake, even though, at the time of the decision, they may not particularly value their future child... Humans are complicated, and many factors might be in play in a situation like this... one might have a final value that involves having certain experiences and occupying a certain social role, and becoming a parent—and undergoing the attendant goal shift—might be a necessary aspect of that..."